# Seungho
Yang Seung Ho (em coreano: 양승호; nascido em 16 de outubro de 1987), mais conhecido como Seungho (em coreano: 승호), é um cantor, dançarino e modelo sul-coreano. É o líder da boy band MBLAQ. Atualmente tem contrato assinado com a J.Tune Entertainment.

## Outras atividades
Depois do debut  do grupo Mblaq ele participou de vários programas de variedade, como: Super Junior Miracle; Idol Maknae Rebellion; Kara Bakery; God of Eating; Bouquet; Invincible Youth; Strong Heart; Star Golden Bell; Dream Team e Running Man.

## Vida pessoal
Seung Ho nasceu em Seul, mas foi criado em Anyang, Gyeonggi , Coréia do Sul , onde estudou em Anyang High School of Arts. Ele foi presidente de sua classe durante um tempo . Após o colegial, ele se matriculou na Universidade Sejong Filme Artes, mas deixou devido a agenda do MBLAQ, agora estuda na Kyung Hee University de Cyber. 
Seung Ho tem um irmão mais novo (SeungHoon).
Seung Ho é o único membro do grupo que usa seu nome verdadeiro; seu nome artístico foi originalmente destinado a ser "Mir", mas ele rejeitou. Considerado um homem de muitos talentos, seus hobbies incluem tocar violão e piano. Outros hobbies incluem jogar futebol, beatboxing, dança break, realizando truques com cartas, tricô. Seungho também tomou aulas de ginástica, judo, e Hapkido, enquanto seu gênero favorito de música é eletrônica. Ele foi o primeiro membro do grupo para abrir uma página no Twitter e conta me2day.
Seungho e Soyeon do T-ara frequentaram a mesma escola e são conhecidos por serem bons amigos. Ele também conhecia Gyuri de Kara e Jinon de F.Cuz em seus anos de júnior.